# 木平勇吉
木平 勇吉（このひら ゆうきち、1936年 - ）は、日本の林学者。東京農工大学名誉教授。
森林科学への地理情報システム活用等の分野で活動し、「森林GISフォーラム」の会長を務めた。

## 来歴
京都府に生まれる。1960年に京都大学農学部を卒業した。林野庁を経て、信州大学に在職した後、東京農工大学に転じ演習林長も務める。
その後日本大学生物資源科学部教授となる。
学外では、日本林学会会長（1996年から2年間）や、林政審議会会長を務めた。

## 受賞歴
- 1984年
  - 日本林業技術協会奨励賞[11]
  - 日本林学賞[11]
- 2000年 日本農学賞（読賣農学賞）[11]
- 2019年 みどりの文化賞[1][2][12]

## 主な著書・共著書
- 『森林科学論』朝倉書店、1994年
- 『森林環境保全マニュアル』朝倉書店、1996年
- 『森林管理と合意形成』全国林業改良普及協会、1997年
- 『森林GIS入門』日本森林技術協会、1998年
- 『地域生態システム学』朝倉書店、1998年
- 日本大学森林資源科学科（編）『基礎・入門書3 森林資源科学入門』2002年
- 『流域環境の保全』朝倉書店、2002年
- 『森林計画学』朝倉書店、2003年
- 『森林の機能と評価』日本林業調査会、2005年
- 日本林業調査会（監修）『森林の許容伐採量－世界18カ国の考え方－』2005年
- 『森林科学』文永堂、2007年
- 『みどりの市民参加』日本林業調査会、2010年
- 『丹沢の自然再生』日本林業調査会、2012年